# 고려오층석탑
고려오층석탑(高麗五層石塔)은 부산광역시 동래구 온천동에 있던 고려시대의 오층석탑이다. 1972년 6월 26일 부산광역시의 유형문화재 제13호로 지정되었으나, 경기도 지역으로 이건(移建)함에 따라 문화재 지정이 해제되었다.

## 개요
이 탑은 고려시대의 5층 석탑이다.
원래 위치는 알 수 없으나, 일제시대에 대청동에 있었던 일본인의 별장 정원에 있었다고 전한다. 지금은 온천동 금강공원 부근의 개인 정원에 있다. 이중 기단 위에 5층의 탑신(塔身)을 갖춘 전형적인 고려시대 5층탑의 양식을 따르고 있다. 5층 탑신의 옥개석(屋蓋石)이 없어지고, 탑의 위쪽 상륜부(相輪部)만 이상한 형태로 뒤에 보충되었기 때문에 전체적인 조화를 이루는 데는 다소 어색한 느낌을 준다.
탑신의 각 부분에는 아무런 장식도 없으나, 옥개석의 옥개 받침이 2층까지는 4단으로 반전(反轉)되어 경쾌한 느낌을 주며, 전체적으로 고려 석탑이 주는 높고 가파른 느낌을 주고 있다. 아울러 큰 석재를 사용하여 중후한 느낌을 주고 있다. 고려시대 석탑이 가지는 특징인 특색이 나타나고, 탑의 층수나 옥개석이 신라시대의 전형적인 3층 양식을 벗어나고 있어서 전반적으로 변형된 모습으로 나타난다.

## 참고 자료
- 고려오층석탑 - 국가유산청 국가유산포털